# Aqua (gebouw)
Aqua is een wolkenkrabber in Chicago, Verenigde Staten. De bouw begon in 2007 en werd in 2009 voltooid. Het gebouw is ontworpen door Jeanne Gang, van het architectenbureau Studio Gang Architects. Het wordt gekenmerkt door de balkons, die geleidelijk meer uitsteken of juist dunner worden. Hierdoor lijkt het, alsof er waterrimpels over het gebouw lopen.

## Ontwerp
Aqua is 261,74 meter hoog en telt naast 86 bovengrondse verdiepingen, ook 1 ondergrondse etage. Het heeft een oppervlakte van 184.936 vierkante meter en bevat woningen. Het bouwwerk werd de laureaat van de Emporis Skyscraper Award 2009.
Het gebouw bevat ook een hotel. Strategic Hotels & Resorts zou namelijk 15 verdiepingen van het gebouw kopen, maar in oktober 2008 trok het hotel zich terug. Op 12 mei 2010 werd echter aangekondigd dat Carlson Companies $ 125.000.000 wilde betalen om een Radisson-hotel in het gebouw te openen. Dit hotel, het Radisson Blu Aqua Hotel opende op 1 november 2011 zijn deuren en beschikt over 334 kamers.
Het gebouw bevat in totaal 24 liften en circa 5.110 vierkante meter aan kantoorruimte. De balkons kunnen wel 3,66 meter uitsteken en zijn geconcentreerd rond de woonkamers, zodat de slaapkamers een vrij uitzicht hebben. De naam van het gebouw komt zowel van de vorm van de balkons, als van de blauw-groene kleur van de ramen.